# Селище навчгоспу Новоаннінського сільгосптехнікуму
навчгоспу Новоаннінського сільгосптехнікуму (рос. учхоза Новоаннинского сельхозтехникума) — селище у Новоаннінському районі Волгоградської області Російської Федерації.
Населення становить 8  осіб. Входить до складу муніципального утворення міське поселення місто Новоаннинський.

## Історія
Селище розташоване у межах українського історичного та культурного регіону Жовтий Клин.
Згідно із законом від 21 грудня 2004 року № 970-ОД органом місцевого самоврядування є міське поселення місто Новоаннинський.

## Населення
| 2010 | 2014 | 2016 | 2017 |
| ---- | ---- | ---- | ---- |
| 8    | ↘7   | →7   | ↗8   |